# Осипенко Руслан Іванович
Осипѐнко Руслан Іванович (нар. 5 серпня 1978, Артемівськ (нині Кипуче) Луганської області) — начальник ГУ Національної поліції в Донецькій області, генерал поліції третього рангу, кандидат юридичних наук

## Життєпис
Народився 5 серпня 1978 року в місті Артемівськ (нині Кипуче) Луганської області в сім'ї шахтаря.
Після закінчення школи вступив до Київського інституту внутрішніх справ при Національній академії внутрішніх справ, який закінчив у 2000 році.
У 2005-му закінчив магістратуру Національної академії внутрішніх справ.
У 2016 році здобув у НАВС науковий ступінь кандидата юридичних наук за спеціальністю «Кримінальний процес та криміналістика; судова експертиза; оперативно-розшукова діяльність».
Службу в органах внутрішніх справ розпочав у 2000 році. Працював на посадах: оперуповноважений карного розшуку, начальник відділу карного розшуку, заступник начальника-начальник кримінальної міліції, начальник Шевченківського райуправління ГУМВС в м. Києві, заступник начальника ГУНП в Черкаській області-начальник  кримінальної поліції.
У 2021 році виконував обов'язки начальника ГУНП в Херсонській області.
26 листопада 2021 року наказом Голови Нацполіції України призначений начальником Головного управління Національної поліції в Донецькій області.
У 2022 році отримав звання генерала поліції третього рангу.

## Відзнаки і нагороди
- Орден Данила Галицького (2 грудня 2024) — за особисту мужність, виявлену в захисті державного суверенітету та територіальної цілісності України, самовіддане служіння Українському народові[4]
- Відзнака  МВС України — нагрудний знак «За відзнаку в службі» ІІ та І ступенів.
- Відзнака  МВС України — медаль «За сумлінну службу» ІІІ, ІІ та І ступенів.
- Відзнака  МВС України — медаль «За доблесть і відвагу в службі карного розшуку» ІІ та І ступенів.
- Нагрудний знак «Почесний знак МВС України».
- Відзнака  МВС України — нагрудний знак «Закон і честь».
- Відзнака МВС України — нагрудний знак «За заслуги в карному розшуку України».
- Відзнака МВС України «Вогнепальна зброя».
- Відзнака Національної поліції — медаль «Ветеран служби».
- Почесний нагрудний знак Головнокомандувача Збройних Сил України «Хрест хоробрих».

## Наукова діяльність
Автор 13 наукових праць:
1. Осипенко Р. І. Протидія злочинам, пов'язаним з фінансуванням тероризму: нормативно-правові проблеми / Р. І. Осипенко // Юридичний часопис НАВС. -2014. — № 2(8).
2. Осипенко Р. И. Международное обеспечение противодействия финансированию терроризма / Р. И. Осипенко // Право и политика: науч.-метод. журн. — Бишкек, Кыргызская республика, 2014. — Спецвыпуск.
3. Осипенко Р. І.  Взаємодія оперативних підрозділів з іншими суб'єктами протидії фінансуванню тероризму / Р. І. Осипенко // Науковий вісник Херсонського державного університету. Серія «Юридичні науки». — 2014. — Вип.5-2. — Т.3.
4. Осипенко Р. І. Способи фінансування тероризму / Р. І. Осипенко // Науковий вісник академії муніципального управління. Серія «Право». — 2015. — Випуск 2.
5. Осипенко Р. І.  Типові напрямки документування фінансування тероризму / Р. І. Осипенко // Вісник Харківського національного університету внутрішніх справ. — 2015. — Спецвипуск № 4 (71). (Таємно).
6. Осипенко Р. І.  Окремі напрямки проведення негласних слідчих (розшукових) дій під час протидії злочинам, пов'язаним із фінансуванням тероризму / Р. І. Осипенко // Південноукраїнський правничий часопис ОДУВС. — 2015. — № 2 (т). (Таємно).
7. Осипенко Р. І. Теоретичні основи взаємодії оперативних підрозділів у протидії фінансуванню тероризму / Р. І. Осипенко // Теоретичні та практичні проблеми реалізації норм права: матеріали II-ї Всеукр. наук.-практ. конф.(з міжнародною участю) (Кременчук, 5-6 груд. 2014 р.) — О.: Фенікс, 2015.
8. Осипенко Р. І. Джерела фінансування тероризму / Р. І. Осипенко // Актуальні проблеми протидії злочинам проти життя, здоров'я, честі та гідності особи: зб. наук. матеріалів круглого столу (Київ, 15 січ. 2015 р.); [за заг. ред. канд. юрид. наук, доц. І. І. Приполова, канд. юрид. наук, доц. В. О. Іващенко, канд. пед. наук, доц. С. І. Жеваги та ін.]. — К.: ФПФСП НАВС, 2015.
9. Осипенко Р. І.  Поняття фінансування тероризму: аналіз законодавства пострадянських країн / Р. І. Осипенко // Боротьба зі злочинністю: проблеми теорії та практики: зб. наук. матеріалів круглого столу (Київ, 19 лют. 2015 р.);  [за заг. ред. канд. юрид. наук, доц. В. О. Іващенка, д-ра юрид. наук, ст. наук. співроб. М. Л. Глібова, канд. юрид. наук, доц. М. М. Пендюри]. — К.: ФПФСП НАВС, 2015.
10. Осипенко Р. І.  Суб'єкти протидії злочинам, пов'язаним з фінансуванням тероризму / Р. І. Осипенко // Актуальні проблеми вдосконалення законодавства та правозастосування: матеріали підсумкової наук.-практ. конф. наук. товариства курсантів (Київ, 19 берез. 2015 р.): [у 2 ч.]. — К.: НАВС, 2015. — Ч.2.
11. Осипенко Р. І.  Кримінальна відповідальність за фінансування тероризму: порівняльний аналіз / Р. І. Осипенко // Кримінологічна теорія і практика: досвід, проблеми сьогодення та шляхи їх вирішення: зб. наук. праць за матеріалами наук.-практ. конф. (Київ, 26 берез. 2015 р.): [у 2 т.]. — К., 2015. — Т.2.
12. Осипенко Р. І.  Використання міжнародного досвіду боротьби з фінансуванням тероризму в контексті розбудови України як правової держави та її інтеграції в європейський і світовий простір / Р. І. Осипенко, П. П. Підюков // Роль правоохоронних органів у формуванні правової держави в умовах євроінтеграції України: матеріали Всеукр. підсумкової наук.-практ. конф. (Київ, 12 берез. 2015 р.). — К.: МВС України, ННІЗН НАВС, 2015. — Ч.1.
13. Протидія оперативними підрозділами МВС України фінансуванню сепаратизму: метод. рек. /  [В. І. Василинчук, С. С. Чернявський, Р. І. Осипенко та ін.]. — К.: ФОП Кандиба Т. П., 2015.